# Staufenberg (Naturschutzgebiet)
Der Staufenberg ist ein Naturschutzgebiet im gemeindefreien Gebiet Harz im Landkreis Göttingen in Niedersachsen. 
Das Naturschutzgebiet mit dem Kennzeichen NSG BR 080 ist 163 Hektar groß. Ein 141 Hektar großer Teil des Naturschutzgebietes bildet das gleichnamige FFH-Gebiet. Ein 23 Hektar großer Bereich im Osten  – die Hundertmorgenwiese und die Hänge des Fuchsberges – ist Bestandteil des EU-Vogelschutzgebietes „Südharz bei Zorge“. Das Zentrum des Naturschutzgebietes wird vom Naturwaldreservat „Großer Staufenberg“ gebildet. Das Naturschutzgebiet grenzt im Nordosten und im Süden an das Landschaftsschutzgebiet „Harz“ sowie im Osten an das Landschaftsschutzgebiet „Südharz“. Das Gebiet steht seit dem 31. Januar 2008 unter Naturschutz. Es ersetzt das zum 2. März 1991 ausgewiesene, gleichnamige Naturschutzgebiet. Zuständige untere Naturschutzbehörde ist der Landkreis Göttingen.
Das Naturschutzgebiet liegt südlich und östlich von Zorge am Rand des Naturparks Harz an der Landesgrenze zu Thüringen. 
Im Bereich des Großen und Kleinen Staufenbergs sowie des Fuchsberges wird es von überwiegend submontanen bis montanen Buchenwäldern (Hangschlucht-, Hainsimsen-Buchen- und Waldmeister-Buchenwälder) geprägt. Der zentrale Bereich auf dem Großen Staufenberg ist als Naturwald ausgewiesen und wird seiner natürlichen Entwicklung überlassen. 
Im Bereich der Hundertmorgenwiese, welche vom naturnahen Bachlauf des Elsbachs durchflossen wird, wird es von Grünland mit Borstgrasrasen, Bergwiesen und feuchten Hochstaudenfluren geprägt.
Das Naturschutzgebiet, durch das mehrere Wege verlaufen, ist Lebensraum für zahlreiche Tier- und Pflanzenarten. So kommen hier u. a. Raufuß- und Sperlingskauz, Grau- und Schwarzspecht und Waldschnepfe vor. Die Waldgebiete sind außerdem Lebensraum für Waldschmetterlinge wie den Großen Schillerfalter. Die Borstgrasrasen im Bereich der Hundertmorgenwiese sind Lebensraum für Borstgras, Arnika, Berg-Platterbse und Wiesen-Leinblatt, auf den Bergwiesen, welche sich überwiegend als gemähte Goldhaferwiesen präsentieren, wachsen u. a. Trollblume, Bärwurz, Wald-Storchschnabel und Perücken-Flockenblume. Die charakteristischen Pflanzenarten der Hochstaudenfluren sind Mädesüß und Wald-Engelwurz.
Auf dem Kleinen Staufenberg befindet sich das Naturdenkmal „Jungfernklippe“ sowie das Kulturdenkmal „Staufenburg“.